# Hiperbentos
Hiperbentos, fauna przydenna – zbiorowisko (zgrupowanie) organizmów bentosowych żyjących tuż nad dnem w warstwie kontaktowej woda-muł (w obrębie pelogenu). Do hiperbentosu zalicza się zwierzęta zamieszkujące wody przydenne, mniej więcej do 1 m ponad dnem. Niektóre z nich penetrują okresowo górna warstwę osadów dennych.